# Jennifer Bate
Pour les articles homonymes, voir Bate.
Jennifer Bate, née le 11 novembre 1944 à Londres et morte le 25 mars 2020, est une organiste britannique.

## Biographie
Jennifer Lucy Bate naît le 11 novembre 1944 à Londres,.
Elle fait ses études universitaires à l'Université de Bristol et ses études musicales à la Royal Academy of Music et au Royal College of Music de Londres. Servant un vaste répertoire, notamment l'œuvre pour orgue d'Olivier Messiaen, elle joue lors de ses tournées sur un orgue portatif spécialement construit pour elle. Elle a créé nombre d'œuvres de compositeurs contemporains, tels Salve regina de Flor Peeters (1973), Chaconne de Charles Proctor (1976), Improvisation, cantabile and dance de Charles Camilleri (1979), du Ian Parrott et Blue rose variations de Peter Dickinson (1986), notamment.
Jennifer Bate a enregistré l'intégrale du répertoire pour orgue d'Olivier Messiaen sur les orgues de la cathédrale Saint-Pierre de Beauvais et de l'église de la Sainte-Trinité de Paris avec en première gravure mondiale Le Livre du Saint-Sacrement, en 1987,.
Personnalité de l'orgue au Royaume-Uni, elle reçoit un doctorat honorifique de l'Université de Bristol en 2007, est nommée officier de l'Ordre de l'Empire britannique (OBE) en 2008 et chevalière de la Légion d'honneur en 2011.
Jennifer Bate meurt le 25 mars 2020,,.